# Prvoideál (teorie okruhů)
Prvoideálem v okruhu {\displaystyle R} je každý takový vlastní ideál {\displaystyle {\mathfrak {p}}\subseteq R}, že pro libovolné dva ideály {\displaystyle {\mathfrak {a}},{\mathfrak {b}}\subseteq R} splňující {\displaystyle {\mathfrak {ab}}\subseteq {\mathfrak {p}}} (tedy jejichž součin je podmnožinou {\displaystyle {\mathfrak {p}}}) platí {\displaystyle {\mathfrak {a}}\subseteq {\mathfrak {p}}} nebo {\displaystyle {\mathfrak {b}}\subseteq {\mathfrak {p}}}.
Jedná se o analogii prvočísel, u kterých lze obdobně vyslovit: Přirozené číslo {\displaystyle p} je prvočíslem právě tehdy, pokud pro jakákoliv dvě přirozená čísla {\displaystyle a,b} platí, že pokud {\displaystyle p} dělí {\displaystyle ab}, pak {\displaystyle p} dělí {\displaystyle a} nebo {\displaystyle p} dělí {\displaystyle b}.

## Příklady
- Ideál {\displaystyle n\mathbb {Z} } je prvoideálem pravě když je {\displaystyle n} prvočíslo
- V okruhu {\displaystyle \mathbb {Z} [X]} všech polynomů s koeficienty z celých čísel je prvoideálem například ideál generovaný prvky 2 a X (jedná se o ideál tvořený všemi polynomy, které mají konstantní koeficient sudý).
- Každý maximální ideál je prvoideálem